# Nyírbátor
Nyírbátor [ˈɲiːrbaːtor] (deutsch Bathor) ist eine Stadt im Komitat Szabolcs-Szatmár-Bereg im Nordosten Ungarns und hat etwa 13.400 Einwohner. Sie liegt etwa 35 km südöstlich von Nyíregyháza nahe der Grenze zu Rumänien.

## Geschichte
Nyírbátor wurde 1279 erstmals schriftlich erwähnt. Ein Jahr später verlieh König Ladislaus IV. Nyírbátor das Marktrecht. Zu dieser Zeit beherrschte das Geschlecht Gutkeled, das zu den Vorfahren der Familie Báthory gezählt wird, den Ort. Viele Angehörige der Familie Gutkeled sind dort auch begraben.
In der Folgezeit, zwischen dem 15. und dem 17. Jahrhundert, prägte die politisch einflussreiche Familie Báthori den Ort in der Puszta auch wirtschaftlich. István Báthori ließ gegen Ende des 15. Jahrhunderts zwei Kirchen im gotischen Stil errichten. In dieser Zeit übte Nyírbátor eine Brückenfunktion in Richtung Siebenbürgen, zu den Karpaten und nach Polen aus und stand regional im Mittelpunkt der Wirtschaft und des Handels.
Nach einer Verwaltungsreform im Jahre 1872 verlor die Stadt vorübergehend die Stadtrechte, behielt jedoch als Kreisstadt eine regionale Anziehungskraft für Wirtschaft, Bildung und Kultur. Erst ein Jahrhundert später, im Jahre 1973, erhielt Nyírbátor den Status als Stadt zurück.

## Städtepartnerschaften
- Carei, Rumänien
- Hrodna, Belarus
- Rawa Mazowiecka, Polen
- Șimleu Silvaniei, Rumänien
- Wynohradiw, Ukraine

## Kultur
Musik und Theater stehen in den vergangenen Jahrzehnten im Zentrum des kulturellen Lebens in Nyírbátor. Seit 1967 finden im August die „Tage der Musik“ statt. Im Jahre 1992 wurde erstmals ein internationales Straßentheaterfestival veranstaltet. In der idyllischen Umgebung des Ortes, dessen mittelalterliches Stadtbild erhalten geblieben ist, arbeiten auch Maler und Grafiker.

## Sehenswürdigkeiten
- In der calvinistischen St. Georgskirche aus dem 15. Jahrhundert befindet sich das marmorne Grabmal von István Báthori. Der etwa 20 m hohe hölzerne Glockenturm der Kirche wurde im 17. Jahrhundert erbaut.
- Die im gotischen Stil errichtete Minoritenkirche wurde 1587 von den Türken zerstört und 130 Jahre später im Barockstil wiederaufgebaut. Die fünf Altäre der Kirche stammen aus Prešov.
- In einem Kloster aus dem 18. Jahrhundert ist das István Báthory-Museum untergebracht, das neben einer ethnographischen Sammlung aus dem Mittelalter stammende Gegenstände aus den Kirchen und aus dem Besitz der Familie Báthory beherbergt.

## Verkehr
Die Stadt ist angebunden an die Bahnstrecken nach Nyíregyháza, Mátészalka und Debrecen.

## Galerie

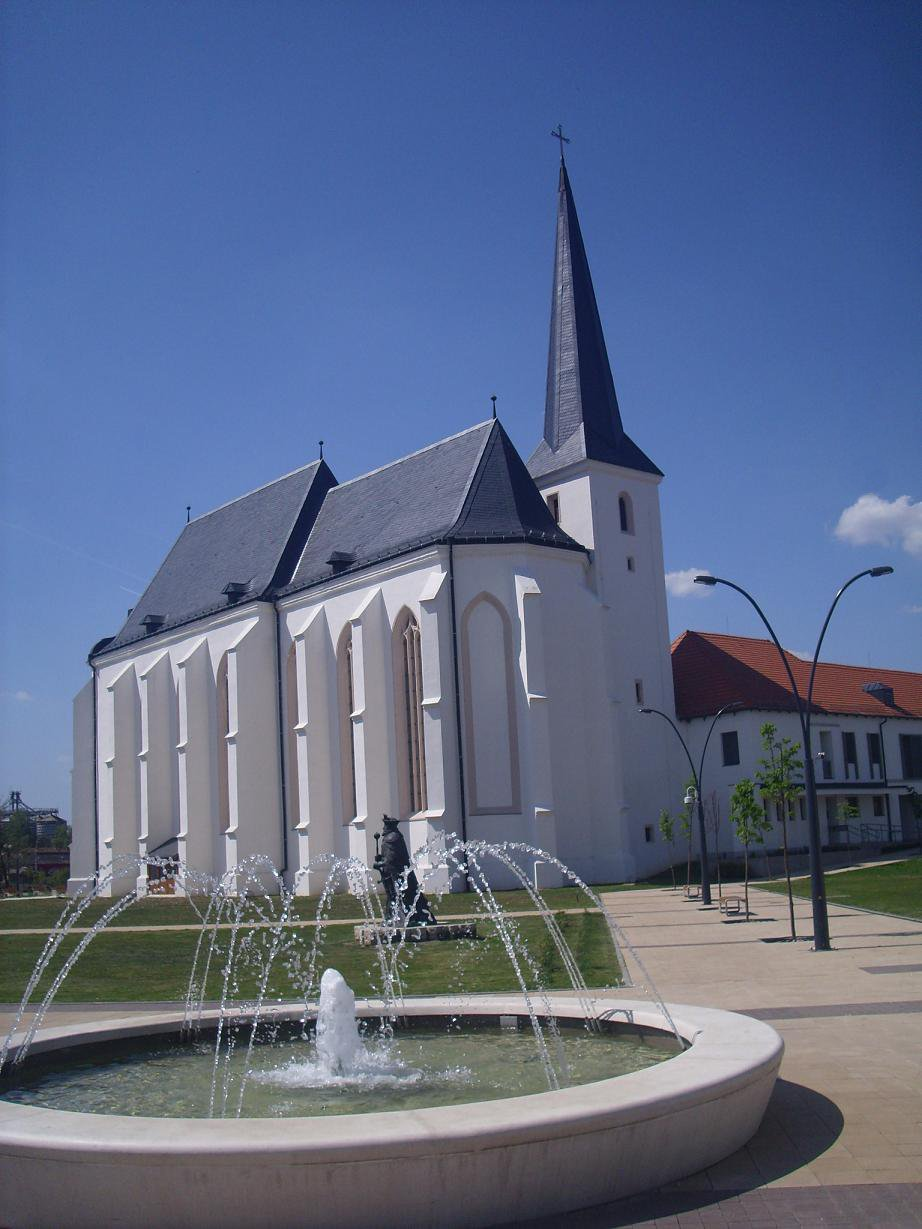
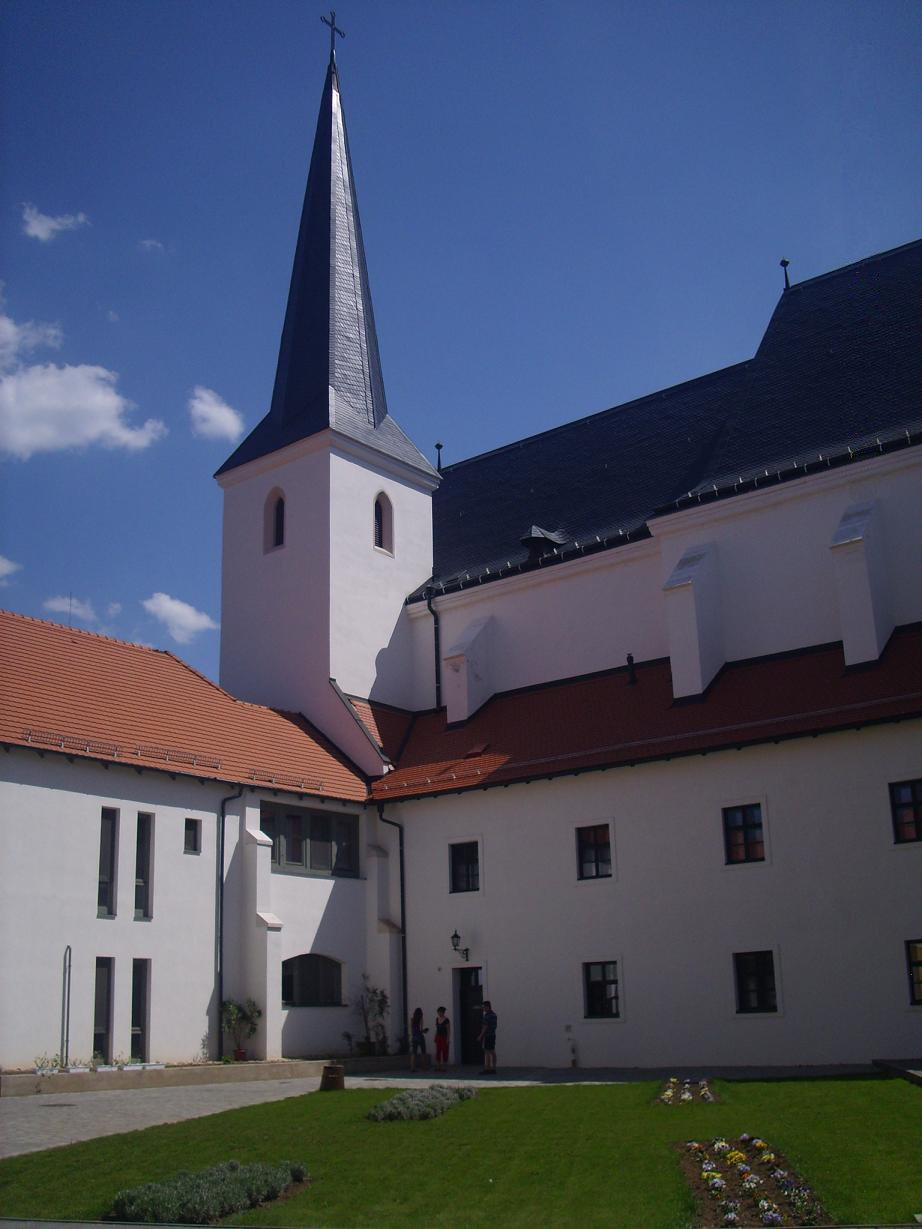
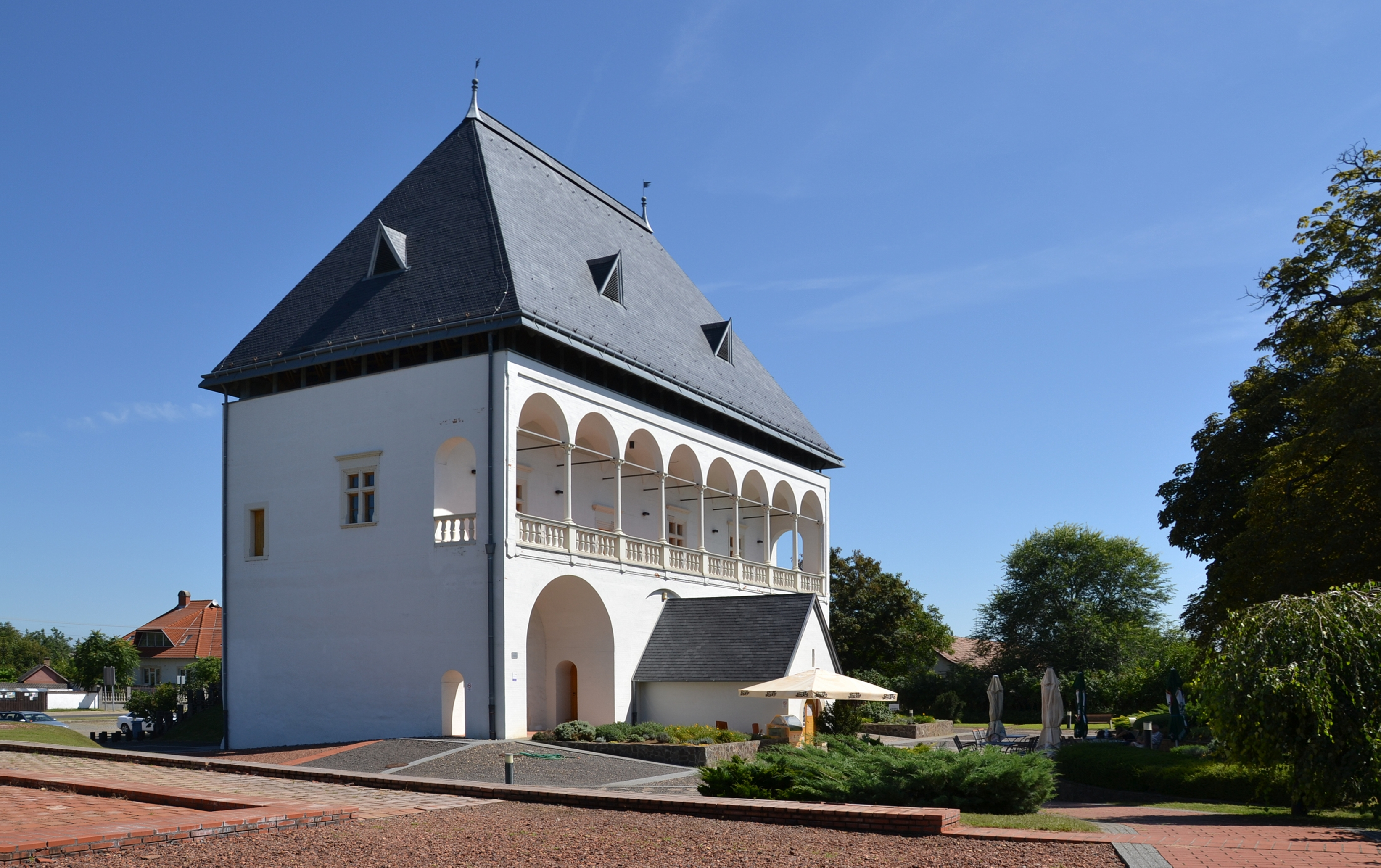
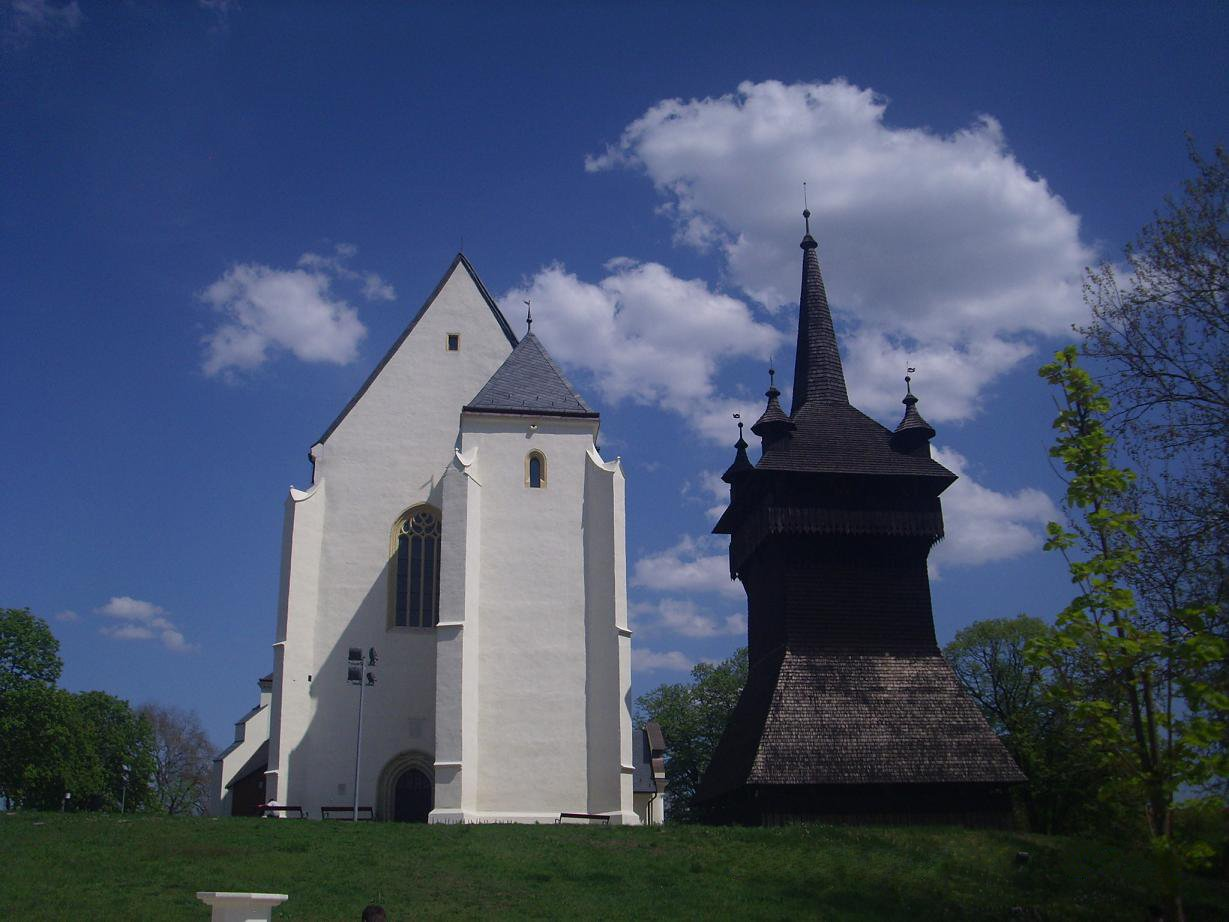

## Persönlichkeiten
- Elisabeth Báthory (1560–1614), Gräfin, (mutmaßliche) Serienmörderin
- Emma Heinzelmann (* 1930), Illustratorin
- Lajos Molnár (1946–2015), Politiker und Arzt
- András Veres (* 1959), römisch-katholischer Geistlicher, Bischof von Szombathely (2006–2016) und Győr (ab 2016)
- Zoltán Béres (* 1968), Boxer